# Fábrica Tesla de Berlín
La Gigafábrica 4 o Giga Berlín es una planta de fabricación europea de Tesla situada en Grünheide (Alemania). El campus se encuentra a 35 kilómetros  al sureste del centro de Berlín, en la línea de ferrocarril Berlín-Wrocław, que forma el límite norte del emplazamiento entre la estación de Erkner y la estación de tren de Fangschleuse; y la autopista A10, que forma el límite oeste.
El CEO de Tesla, Elon Musk, anunció la instalación y su ubicación en Berlín en noviembre de 2019 en la feria de premios Das Goldene Lenkrad. Está previsto que la fábrica produzca baterías, paquetes de baterías y trenes motrices para su uso en vehículos Tesla, y que también ensamble el Tesla Model Y, con un inicio de producción propuesto para 2021. Los trabajos de construcción habían comenzado a principios de 2020 con la preparación del sitio y los trabajos de cimentación en curso. Aunque inicialmente el inicio de la producción estaba prevista para julio de 2021, se retrasó debido a problemas administrativos. El "Giga Fest", (celebración de la finalización) se celebró en octubre de 2021. El 22 de marzo de 2022 la fábrica fue oficialmente inaugurada.